# خسوف القمر نوفمبر 2002
| خسوف القمر شبه الظل 20 نوفمبر 2002                                 | خسوف القمر شبه الظل 20 نوفمبر 2002 |
| ------------------------------------------------------------------ | ---------------------------------- |
| مر القمر (من اليمين إلى اليسار) عبر الظل الجنوبي شبه المظلل للأرض. |                                    |
| دورة ساروس                                                         | 116 (57 من 73)                     |
| غاما                                                               | -1.1126                            |
| المدة (hr: mn: sc)                                                 |                                    |
| خسوف شبه الظل                                                      | 4:24:18                            |
| التوقيت ( UTC )                                                    |                                    |
| P1                                                                 | 23:34:28 (11/19)                   |
| الأعظم                                                             | 1:46:36                            |
| P4                                                                 | 3:58:46                            |
| حركة القمر بالساعة عبر ظل الأرض في كوكبة برج الثور.                |                                    |

حدث خسوف شبه الظل للقمر في 20 نوفمبر 2002، وهو آخر خسوفات الثلاث للقمر التي حدثت في عام 2002.

## علاقتها بخسوف القمر الأخرى

### كسوفات وخسوفات 2002
- خسوف قمري شبه الظل في 26 مايو.[2]
- كسوف حلقي للشمس في 10 يونيو.[2]
- خسوف شبه الظل في 24 يونيو.[2]
- خسوف شبه الظل في 20 نوفمبر.[2]
- كسوف كلي للشمس في 4 ديسمبر.[2]

| خسوفات القمر 2002–2005 | خسوفات القمر 2002–2005 | خسوفات القمر 2002–2005 | خسوفات القمر 2002–2005 | خسوفات القمر 2002–2005 | خسوفات القمر 2002–2005 | خسوفات القمر 2002–2005 | خسوفات القمر 2002–2005 | خسوفات القمر 2002–2005 |
| ---------------------- | ---------------------- | ---------------------- | ---------------------- | ---------------------- | ---------------------- | ---------------------- | ---------------------- | ---------------------- |
| عقدة هابطة             | عقدة هابطة             | عقدة هابطة             | عقدة هابطة             |                        | عقدة صاعدة             | عقدة صاعدة             | عقدة صاعدة             | عقدة صاعدة             |
| دورة ساروس             | التاريخ                | النوع                  | غاما                   | دورة ساروس             | التاريخ                | النوع                  | غاما                   |                        |
| 111                    | 2002 مايو 26           | خسوف شبه الظل          | 1.1759                 | 116                    | 2002 نوفمبر 20         | خسوف شبه الظل          | -1.1127                |                        |
| 121                    | 16 مايو 2003           | خسوف كلي               | 0.4123                 | 126                    | 2003 نوفمبر 09         | خسوف كلي               | -0.4319                |                        |
| 131                    | 04 مايو 2004           | خسوف كلي               | -0.3132                | 136                    | 28 أكتوبر 2004         | خسوف كلي               | 0.2846                 |                        |
| 141                    | 24 أبريل 2005          | خسوف شبه الظل          | -1.0885                | 146                    | 17 أكتوبر 2005         | خسوف جزئي              | 0.9796                 |                        |
|                        |                        |                        |                        |                        |                        |                        |                        |                        |
| آخر المجموعة           | 24 يونيو 2002          | 24 يونيو 2002          | 24 يونيو 2002          | آخر المجموعة           | 30 ديسمبر 2001         | 30 ديسمبر 2001         | 30 ديسمبر 2001         |                        |
|                        |                        |                        |                        |                        |                        |                        |                        |                        |
| المجموعة التالية       | 14 مارس 2006           | 14 مارس 2006           | 14 مارس 2006           | المجموعة التالية       | 07 سبتمبر 2006         | 07 سبتمبر 2006         | 07 سبتمبر 2006         |                        |

### دورة نصف ساروس
سوف يسبق خسوف القمر كسوف الشمس ويتبعه 9 سنوات و5.5 أيام (نصف ساروس). يرتبط هذا الخسوف القمري بكسوفين جزئيين للشمس من دورة ساروس 12.
| November 13, 1993 [الإنجليزية] | November 25, 2011 [الإنجليزية] |
| ------------------------------ | ------------------------------ |
|                                |                                |

## روابط خارجية
- خسوف القمر في سلسلة ساروس 124